# Ihor Surkis
Ihor Mychajłowycz Surkis, ukr. Ігор Михайлович Суркіс (ur. 22 listopada 1958 w Kijowie) – ukraiński polityk pochodzenia żydowskiego, biznesmen i działacz sportowy, współwłaściciel i prezes klubu piłkarskiego Dynamo Kijów.

## Życiorys
W młodości uprawiał piłkę nożną. W 1981 ukończył studia w Kijowskim Instytucie Gospodarki Narodowej. W latach 1974–1988 pracował w przedsiębiorstwie „Kijewżitłorembudmontaż”, zaś od 1988 w Miejskim Komitecie Wykonawczym w Kijowie.
Po uzyskaniu przez Ukrainę niepodległości zaangażował się w działalność biznesową. W latach 1990–1998 stał na czele centrum komercyjnego "Dynamo-Atlantyk". Związany był z grupą biznesmenów i polityków, zorganizowanych jako jedna grupa interesu w ramach Zjednoczonej Socjaldemokratycznej Partii Ukrainy, której przewodniczący Wiktor Medwedczuk od 2002 przez kilka lat kierował administracją prezydenta Leonida Kuczmy.
Jako działacz sportowy zaangażował się w pracę w kijowskim Dynamie. Od 1998 był jego pierwszym wiceprezesem. W 2002 jego starszy brat Hryhorij Surkis został wybrany przewodniczącym Federacji Piłki Nożnej Ukrainy i był zmuszony zrzeć się stanowiska prezesa Dynama. Tak Ihor został prezesem klubu. Pod jego kierownictwem Dynamo dalej jest jednym z najsilniejszych i najlepszych klubów Ukrainy, regularnie kwalifikującym się do rozgrywek Ligi Mistrzów. Dzięki biznesowemu wsparciu kijowski klub mógł pozwolić sobie na wzmacnianie zespołu najlepszymi graczami z ligi ukraińskiej, a także zawodnikami zagranicznymi.
Jest laureatem Państwowej Nagrody Ukrainy w dziedzinie architektury. Żonaty, wychowuje dwie córki.

## Odznaczenia
- Order „Za zasługi” III klasy: 2003
- Order „Za zasługi” II klasy: 2004[1].
- Order „Za zasługi” I klasy: 2006[2]